# 今日のお話
「今日のお話」（きょうのおはなし）は、和歌山放送の宗教番組である。
1999年1月3日から放送を開始。2021年10月現在は毎週日曜日18：20－18：30に放送されている。
同番組は和歌山県青年僧の会に加盟する県内の各寺院・仏閣の僧侶をゲスト（4週間1くくり 2020年3月までは原則前後編2週1くくり）で迎え、宗派を問わず、リスナーに対してひと・こころについて考える説法や講和を、和歌山放送アナウンサー・小田川和彦との対談を通して行っている。
協力者の和歌山県青年僧の会が2023年6月に解散するのに伴い、同5月14日の放送をもって終了された。